# Szabó György (labdarúgó, 1942)
Szabó György (Gúta, 1942. április 24. –)  válogatott labdarúgó, jobbszélső, jobbhátvéd.

## Pályafutása

### Az Almásfüzitői Timföld csapatában
Szabó György az általános iskola elvégzése után egy évig lakatos tanonc volt. 1957 nyarán vették fel az Almásfüzitői Timföldgyárba ipari tanulónak, ahol az ifjúsági csapat tagja lett. 1958 őszén a felnőtt és ifjúsági csapat egy teherautóból átalakított busszal közösen utazott a Sárisáp elleni bajnoki mérkőzésre. A novemberi ködben a táti vasút átjáróban buszuk vonattal ütközött. Ketten meghaltak, többen súlyosan megsérültek, és nem folytathatták tovább sportolói pályafutásukat. Szabó György könnyebb sérüléseket szenvedett. A balesetet követően újra kellett szervezni az almásfüzitői csapatot. Szabó, 17 évesen a felnőtt csapathoz került és rövid időn belül a csapat meghatározó játékosa lett. Tagja volt az 1962–63-as megyei bajnokságot nyert csapatnak, mely 111 gólt rúgott és mindössze 10 gólt kapott. Az 1963-as őszi, félidényes bajnokságban az NB III-ban is bajnok lett a csapattal. 1963. november 27-én sorkatonai szolgálatra hívták be.

### A Tatai Honvédban
A sorkatonai szolgálat alapkiképzése után sportszázadhoz került és a Tatai Honvéd játékosa lett az 1964-es idényben. A tavaszi szezonban 15, az ősziben 14 gólt szerzett balösszekötő poszton és bajnok lett a csapattal. A jó teljesítményének köszönhetően a Tatabányai Bányász felfigyelt a játékára és, mint sorkatona átigazolhatott az élvonalbeli klubhoz.

### A Tatabányai Bányászban
1965. január 4-én kezdte meg az edzést a Tatán edzőtáborozó Bányásznál. Az előkészületi mérkőzéseken rendszeresen pályára lépett és 1965. március 14-én az élvonalban is bemutatkozott a Ferencváros ellen a Népstadionban. Szabó jobbszélsőként debütált, az FTC védősorában Dalnoki Jenővel került szembe. A Tatabánya vezetőgólját az ő beadásából Bíró Gyula szerezte. A mérkőzés végeredménye 1–1 lett. Első NB I-es gólját 1965. április 25-én szerezte a Csepel ellen, idegenben. Kléber Gábor edző irányításával a Tatabánya a 6. helyen végzett a bajnokságban. Szabó 22 mérkőzésen szerepelt és 6 gólt szerzett. 1965 novemberében szerelt le a katonaságtól. Ekkor még hivatalosan az Almásfüzitő játékosa volt és szabadon igazolható volt. Az Újpesti Dózsa csábította a fővárosba, de Szabó hű maradt a Bányászhoz és a csapat szerződtetett játékosa lett.

### A válogatottban
1979. október 26-án egy alkalommal szerepelt a magyar válogatottban az Egyesült Államok elleni 2–0-s vereséggel végződött találkozón. Ekkor 37 és féléves volt, így ő a legidősebbként debütált labdarúgó a magyar válogatottban.

## Sikerei, díjai
- Magyar bajnokság
  - 2.: 1980–81
  - 3.: 1966, 1981–82
- Magyar Népköztársasági Kupa (MNK)
  - döntős: 1972
- Közép-európai kupa (KK)
  - győztes: 1973, 1974
- A Magyar Érdemrend lovagkeresztje (2014)[4]

## Statisztika

### Klubcsapatban
Mérkőzései a Tatabányai Bányász csapatában.
| Klub               | Szezon    | NB I     | NB I | NB I | MNK   | MNK  | MNK | Nemzetközi | Nemzetközi | Nemzetközi | Nemzetközi | Összesen | Összesen |
| Klub               | Szezon    | Hely.    | Mérk | Gól  | Hely. | Mérk | Gól | Kupa       | Hely.      | Mérk       | Gól        | Mérk     | Gól      |
| ------------------ | --------- | -------- | ---- | ---- | ----- | ---- | --- | ---------- | ---------- | ---------- | ---------- | -------- | -------- |
| Tatabányai Bányász | 1965      | 6.       | 22   | 6    | —     | ?    | ?   | —          | —          | —          | —          | 22       | 6        |
| Tatabányai Bányász | 1966      | 3.       | 21   | 8    | —     | ?    | ?   | —          | —          | —          | —          | 21       | 8        |
| Tatabányai Bányász | 1967      | 5.       | 28   | 11   | —     | ?    | ?   | —          | —          | —          | —          | 28       | 11       |
| Tatabányai Bányász | 1968      | 7.       | 26   | 8    | —     | ?    | ?   | —          | —          | —          | —          | 26       | 8        |
| Tatabányai Bányász | 1969      | 8.       | 28   | 7    | —     | ?    | ?   | —          | —          | —          | —          | 28       | 7        |
| Tatabányai Bányász | 1970 tav. | 9.       | 9    | 3    | —     | ?    | ?   | —          | —          | —          | —          | 9        | 3        |
| Tatabányai Bányász | 1970–71   | 8.       | 29   | 4    | —     | ?    | ?   | —          | —          | —          | –          | 29       | 4        |
| Tatabányai Bányász | 1971–72   | 4.       | 29   | 5    | 2.    | ?    | ?   | —          | —          | —          | —          | 29       | 5        |
| Tatabányai Bányász | 1972–73   | 11.      | 30   | 6    | —     | ?    | ?   | KK         | 1.         | ?          | ?          | 30       | 6        |
| Tatabányai Bányász | 1973–74   | 5.       | 28   | 4    | —     | ?    | ?   | KK         | 1.         | ?          | ?          | 28       | 4        |
| Tatabányai Bányász | 1974–75   | 12.      | 28   | 4    | —     | ?    | ?   | —          | —          | —          | —          | 28       | 4        |
| Tatabányai Bányász | 1975–76   | 9.       | 29   | 0    | —     | ?    | ?   | —          | —          | —          | —          | 29       | 0        |
| Tatabányai Bányász | 1976–77   | 9.       | 32   | 1    | —     | ?    | ?   | —          | —          | —          | —          | 32       | 1        |
| Tatabányai Bányász | 1977–78   | 8.       | 34   | 4    | —     | ?    | ?   | —          | —          | —          | —          | 34       | 4        |
| Tatabányai Bányász | 1978–79   | 7.       | 34   | 1    | —     | ?    | ?   | —          | —          | —          | —          | 34       | 1        |
| Tatabányai Bányász | 1979–80   | 5.       | 32   | 1    | —     | ?    | ?   | —          | —          | —          | —          | 32       | 1        |
| Tatabányai Bányász | 1980–81   | 2.       | 32   | 0    | —     | ?    | ?   | —          | —          | —          | —          | 32       | 0        |
| Tatabányai Bányász | 1981–82   | 3.       | 34   | 2    | —     | ?    | ?   | UEFA       | —          | 2          | 0          | 36       | 2        |
| Tatabányai Bányász | 1982–83   | 6.       | 5    | 0    | —     | —    | —   | —          | —          | —          | —          | 5        | 0        |
| Összesen           | Összesen  | Összesen | 510  | 75   |       | ?    | ?   |            |            | ?          | ?          | 512      | 75       |

### Mérkőzése a válogatottban
| Magyarország | Magyarország      | Magyarország         | Magyarország | Magyarország | Magyarország     | Magyarország | Magyarország | Magyarország |
| #            | Dátum             | Helyszín             | Hazai        | Eredmény     | Vendég           | Kiírás       | Gólok        | Esemény      |
| ------------ | ----------------- | -------------------- | ------------ | ------------ | ---------------- | ------------ | ------------ | ------------ |
| 1.           | 1979. október 26. | Budapest, Népstadion | Magyarország | 0 – 2        | Egyesült Államok | barátságos   | -            |              |
|              | Összesen          |                      |              | 1            | mérkőzés         |              | 0            | gól          |